# Foxiphalus aleuti
Foxiphalus aleuti är en kräftdjursart som beskrevs av J. L. Barnard och C. M. Barnard 1982. Foxiphalus aleuti ingår i släktet Foxiphalus och familjen Phoxocephalidae. Inga underarter finns listade i Catalogue of Life.